# معركة كيب فينيستر الثانية
معركة كيب فينيستر الثانية (بالإنجليزية: Second Battle of Cape Finisterre)‏ مواجهة بحرية خلال حرب الخلافة النمساوية في 25 أكتوبر 1747، اعترض أسطول بريطاني مكون من أربعة عشر سفينة من الخط بقيادة الأدميرال إدوارد هوك قافلة فرنسية مؤلفة من 250 سفينة تجارية ، تبحر من طرق الباسك في غرب فرنسا إلى جزر الهند الغربية وتحميها ثماني سفن من الخط بقيادة بقلم نائب الأدميرال هنري فرانسوا دي هيربير.
عندما التقت القوتان بعضهما البعض، أمر دي هيربير السفن التجارية بالتشتت ، وشكل سفنه الحربية في خط معركة، وحاول جذب السفن الحربية البريطانية نحوه. تقدم البريطانيون على السفن الحربية الفرنسية ، ولفوا الجزء الخلفي من الخط الفرنسي وجلبوا أعدادًا متفوقة على السفن الفرنسية واحدة تلو الأخرى. تم الاستيلاء على ست من السفن الحربية الفرنسية، مع 4000 من بحارتها. من بين 250 سفينة تجارية، تم الاستيلاء على سبعة فقط. أدى الانتصار البريطاني إلى عزل المستعمرات الفرنسية عن الإمداد والتعزيز. انتهت الحرب في العام التالي، وبموجب معاهدة إكس لا شابيل، استعادت فرنسا تلك الممتلكات الاستعمارية التي تم الاستيلاء عليها مقابل انسحابها من مكاسبها الإقليمية في هولندا النمساوية (ما يقرب من بلجيكا ولوكسمبورغ الحديثة).